# Skysails
SkySails ali nebnojadro je koncept poganjanja morskih plovil s pomočjo zmaja (padala). Sistem razvija nemška firma iz Hamburga SkySails GmbH & Co. KG in ameriško podjetje KiteShip. Lahko se uporablja kot pomoč ladijskemu motorju tovornih ladij, ali pa avtonomno za pogon manjših jaht, čolnov, jadrnic in drugih plovil. Sicer je zmaj po obliki bolj podoben jadralnemu padalu, vendar opravlja vlogo zmaja (ang. kite).  Koncept je precej podoben surfanju z zmajem, torej uporaba vetra za pogon.

## Delovanje
Sistem ima velik elektronsko krmiljeni zmaj in avtomatski sistem za spravljanje. Pred uporabo so sistem testirali na Baltskem morju. Zmaj ima površino okrog 320 kvadratnih metrov in lahko leti na višinah 100-300 metrov, kjer so vetrovi dosti močnejši kot na nivoju morja. Ladja opremljena s tem sistemom bi lahko prihranila 10-35% manj goriva. S tem sistemom se ladja spremeni v hibridno vozilo. Za delovanje ni nujno potreben repni veter, lahko deluje tudi v vetrom iz strani.
Prva ladja na ta pogon je bila kontejnerska MS Beluga Skysails. Imela je 160 kvadratnih metrov velik zmaj in računalniško vodeno padala. Leta 2007 je s pomočjo zmaja odplula iz Bremerhavna do Guante, Venezuela. Ko je bilo padalo v uporabi, je ladja porabila 10-15% manj goriva, oziroma $1000 do $1500 na dan.
Operaterji ladij trenutno niso pripravljeni investirati v nov sistem. Zato je podjetje Skysails odpustilo pol delavcev. Trenutno uporablja sistem le nekaj plovil. V prihodnosti bodo zgradili tudi precej večje 1600 kvadratnih metrov veliko zmaje, ki naj bi zmanjšalo stroške goriva za 50%. 
KiteShip planira celo 4650 m2 velik zmaj za naftne tankerje.